# Joseph Bodin de Boismortier
Joseph Bodin de Boismortier /ʒɔˈzɛf bɔˈdɛ̃ də bwamɔʁˈtje/ (Thionville, 23 dicembre 1689 – Roissy-en-Brie, 28 ottobre 1755) è stato un compositore francese.

## Biografia

### Quadro di famiglia
Il padre, Étienne Bodin (1652-1730), cui fu affibbiato il soprannome di "Boismortier", era un ex militare originario, da parte del nonno Michel, dei confini del Berry e della Turenna (Selles-sur-Nahon) nei pressi di Châteauroux. Dopo un passaggio a Laval, Étienne entra di guarnigione nel reggimento del Soissonais acquartierato a Thionville e ottiene l'esonero dagli obblighi militari per sposarsi, il 7 aprile 1687, con Lucie Gravet (1665-1738), una ragazza del luogo. Mette quindi a frutto la tradizione di famiglia per aprire una confetteria ai piedi della Cattedrale di Metz.
Il 24 marzo 1688 hanno un primo figlio: una femmina, Marie. Avviata alla professione di maestro sarto nel 1712, l'8 aprile 1720 sposa nella parrocchia di Santa Croce di Metz un venditore di bottoni di trentacinque anni di nome Jean Bouchotte. Il loro figlio Jean-Didier, cassiere dello Straordinario delle Guerre poi ricevitore-pagatore dei pegni degli ufficiali del Parlamento, avrà lui stesso molti figli, fra cui Jean Baptiste Bouchotte, eminente ministro della guerra sotto la Convenzione nazionale fra il 1793 e il 1794.
Sempre a Thionville, il 18 novembre 1698 viene battezzata una bambina. Infine, il 29 settembre 1700 è registrata la morte di Marie-Thérèse, a Metz questa volta, deceduta prima che si potesse battezzarla. Per completare questo quadro di famiglia, una lettera datata 11 gennaio 1753 e indirizzata da Boismortier al Soprintendente per le Belle Arti attesta l'esistenza di un pittore, Pierre Étienne, che fu accettato nella sua corporazione di Metz il 28 marzo 1719.
Boismortier è quindi molto probabilmente destinato a succedere al padre come confettiere, ma i suoi talenti già visibili gli faranno intraprendere tutt'altra strada...

### La formazione
Ancora recentemente su questo primo periodo regnava la più grande incertezza. Preoccupati di dare all'adolescente un professore prestigioso, si pensava che Joseph Bodin avesse potuto studiare con Henry Desmarest, in esilio in Lorena dal 1707; ma tutto ciò è falso. Nel 1702 Joseph canta col fratello nella chiesa di San Gorgone a Metz alcune parti del mottetto Parce mihi Domine composto da Joseph Valette de Montigny. Questi, originario di Béziers, era venuto in Lorena al seguito del visconte di Andrezel, consigliere del Gran Delfino e dal 1701 subdelegato all'Intendenza d'Alsazia. Entrambi questi personaggi avranno in seguito grande importanza nella vita di Boismortier, dato che il giovane ha senz'altro scritto i primi pezzi in Lorena. Per sfuggire all'avvenire di confettiere che lo aspettava, Boismortier accetta nel 1713 di emigrare in Catalogna. Arriva quindi a Perpignano come ricevitore del Monopolio Reale dei Tabacchi per le truppe nel Rossiglione. L'acquisto di una tale carica suppone un aiuto finanziario piuttosto che una donazione paterna...

### Perpignano

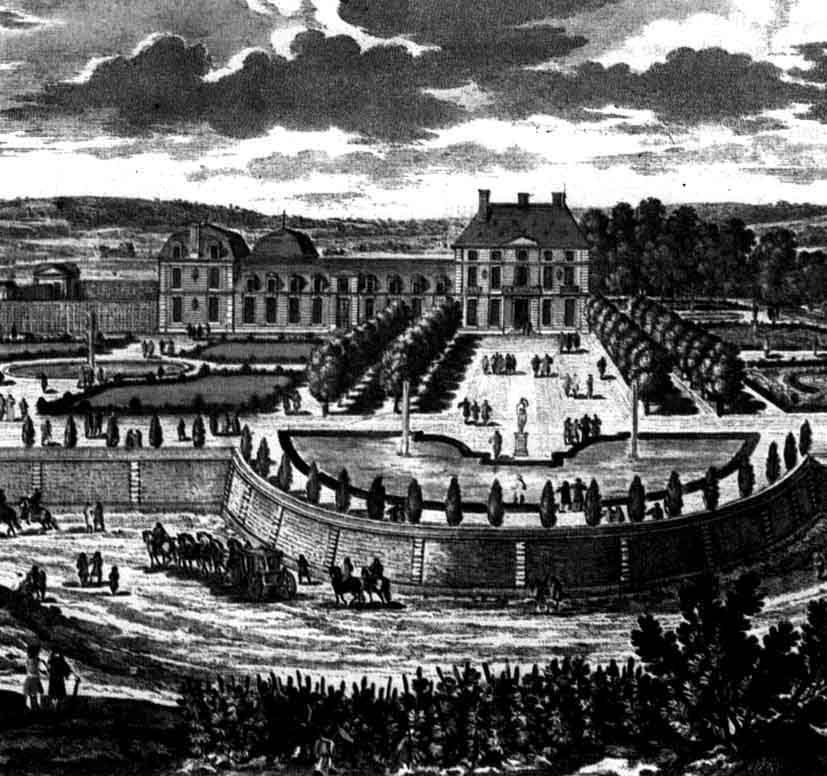
Vista del padiglione dell'Aurora nel castello di Sceaux (coll. privata).

Installatosi nel quartiere Saint-Jean di Perpignano, Boismortier il 20 novembre 1720 sposa nella Cattedrale di san Giovanni Battista Marie Valette, figlia di orafi in possesso di un ricco patrimonio e il cui zio è il suo insegnante Joseph Valette de Montigny. Si stabilisce quindi nella casa di famiglia, al numero 7 di rue de l'Argenterie Vella, casa che non tarda a ereditare alla morte del suocero avvenuta il 18 marzo 1722. Mette poi in saccoccia anche una "vigna situata nel territorio del Vernet, di 2 ayminattes (120 are) e 3 cartonattes (45 are)".
Il 15 novembre dello stesso anno nasce la prima figlia del compositore, Suzanne (Suzanne Bodin de Boismortier), che avrebbe avuto un futuro da letterata dorato quanto quello musicale del padre. Il visconte di Andrezel, avendo seguito Boismortier e Montigny nell'antica capitale catalana per esercitare la carica di intendente in Rossiglione, Cerdagne e Comté de Foix, dal 1721 approfitta della propria influenza per spingere Joseph a inviare all'editore parigino Christophe Ballard alcuni airs sérieux e à boire per saggiare il mercato. Il successo non si fa attendere e ciò sprona Boismortier a lasciare i propri incarichi e a partire all'avventura. Lascia quindi Perpignano e, sulla strada per Parigi, nell'inverno del 1723, fa una sosta al castello di Sceaux, presso la duchessa del Maine, per eseguire una cantata francese, Le Printemps. Certo, lo splendore delle Grandi notti di Sceaux di questa corte frondista si è ormai spento, ma Joseph vi incontra Nicolas Bernier, Joseph Mouret, Charles Hubert Gervais, nel circolo dei Cavalieri della mosca da miele.

### Parigi

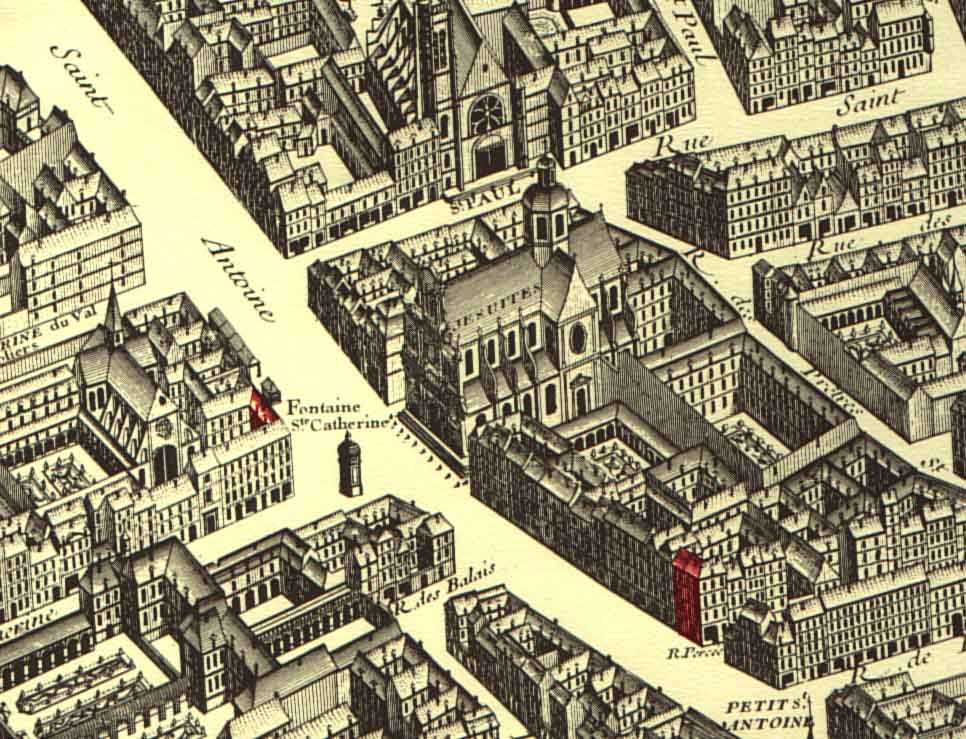
Veduta del quartiere Saint-Antoine. Dettaglio di una mappa di Turgot, 1739

Boismortier si stabilisce quindi nel quartiere Saint-Antoine, derrière la barrière des sergens (dietro la barriera dei sergenti) davanti alla chiesa di Saint-Paul-Saint-Louis, dove sarà anche inumata sua moglie. Ottiene un primo privilegio di stampa, il 29 febbraio 1724, che gli permette di pubblicare quattro libri di sonate a due flauti senza basso, una sorta di saggio dei suoi migliori esperimenti:
È l'inizio di una carriera esemplare, del tutto svincolata dalle necessarie protezioni che i suoi colleghi Naudot, Braun, Blavet, Corrette o Leclair non disdegnavano di accettare. Boismortier si sforza di farcela da solo. Si limita giusto a pubblicare nella prefazione della sua prima opera una falsa dedica a d'Andrezel, la quale non è altro che il simbolo di una sincera amicizia. Ancora più di questi omaggi necessari, sono le numerose poesie che Boismortier sceglie di pubblicare all'inizio delle sue opere che contribuiranno a dipingere di lui il ritratto di un uomo piacevole. Lusingando le dame, incontrando i più grandi nomi della nobiltà parigina, percorrendo i saloni vestito del suo miglior abito dorato, uomo gioviale, gradevole e di buona compagnia, Boismortier aggiungeva al suo talento di compositore quello di poeta, come ci lascia intendere Jean-Benjamin de La Borde:

### L'opera

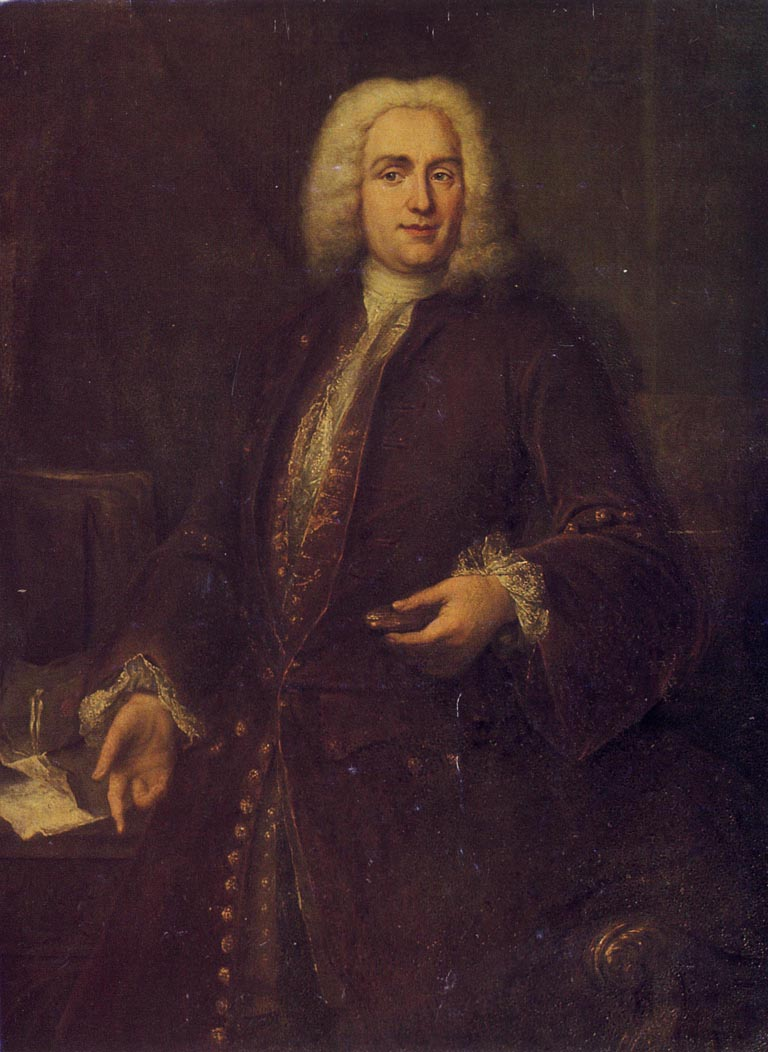
Boismortier ritratto da Jean Ranc

Dal momento che Boismortier nelle sue prime opere privilegia gli strumenti a fiato, e in particolare il flauto traverso che egli stesso suonava, si inserisce nel filone di Michel de la Barre e di Jacques Hotteterre, praticando un contrappunto severo e decuplicando l'emozione generata dall'intreccio delle voci. Ma già cova in lui l'influenza italiana che si stava diffondendo a Parigi negli anni '20 del '700. Si inserisce quindi nel movimento pastorale così popolare presso la nobiltà e la borghesia che si compiacevano di suonare nei saloni, per una società scelta, sonate e duetti molto intimi:
Da qui nasce la tradizione commerciale di Boismortier, che privilegia la quantità alla qualità, trasmessa ancora una volta dall'infaticabile La Borde:
La maggior parte delle sue opere è quindi dedicata al proprio strumento. Le sue amicizie furono ugualmente preziose; in particolare i contatti col bordolese Pierre Labbé sono attestati nell'Avertissement contenuto nell'opera 26:
L'opera 31, dedicata alla viola da gamba, è un vero omaggio a Marin Marais, riveduto e corretto da uno degli amici più intimi di Boismortier, il parigino Louis de Caix d'Hervelois, che condividerà lo stesso indirizzo di Joseph: rue du Jour, di fronte al portale di Sant'Eustachio al cigno della croce.
In un catalogo di 130 raccolte repertoriate, contenente "abbastanza scaglie da fare un lingotto", sempre secondo Laborde, la forza di Boismortier, in questo così concorrenziale XVIII secolo, fu quella di comporre con una varietà di colori esemplare. Pochi strumenti sfuggirono alla sua penna e quasi nessuna forma musicale gli fu sconosciuta. Nel suo catalogo si contano così opere per flauto traverso, ovviamente, ma anche flauto dolce, oboe, violino, violoncello, viola da gamba, musette, ghironda, fagotto, clavicembalo nelle forme della suite, della sonata, del duetto, del trio, del quartetto, del quintetto e dei più diversi concerti. Portando l'arte e lo stile a un livello raramente eguagliato, Boismortier seppe sposare i timbri e mescolare i suoni all'interno di queste forme. Anche la musica vocale attrasse la sua attenzione, perché scrisse cinque opere, sei piccoli mottetti, quattro grandi mottetti, due cicli di quattro cantate francesi, una raccolta di cantatille e soprattutto quasi quattordici volumi di arie a una o più voci.

### L'Opéra... un epilogo
Nel 1736, per ottenere più visibilità, si propone all'Académie Royale de Musique con il suo opéra Voyages de l'amour, dedicato al direttore, il Conte di Clermont, una sorta di vasto affresco "alla Watteau" il cui relativo fiasco lo fa temporeggiare. Frequenta i saloni parigini, dove la conoscenza di Rameau, di Mondonville e dell'orda degli innovatori lo spinge a scrivere per il clavicembalo. Le porte dei Concert Spirituel gli si schiudono, dove eseguirà molti pezzi, fra cui il famoso mottetto con grande coro Fugit Nox (1º novembre 1741), ripreso ogni anno per più di vent'anni gradevolmente mescolato con i tipici noël catalani (San Josep fa bugada). L'Avant Coureur del 1763 (pag. 13) vi vedeva un "capolavoro di combinazioni e d'insieme", mentre il Journal de Musique del 1770 (pag. 49) lo descriveva "frammezzato di noël con molto gusto e abilità. L'effetto è gradevole, soprattutto se si pensa al gusto dell'epoca in cui è stato composto".
L'esperienza dell'opéra viene ripetuta, con successo stavolta, col Don Quichotte, nel 1743, su libretto di Charles Simon Favart e ispirato a Cervantes, sorta di farsa in cui Sancho sfugge per un pelo a un mostro infuriato e si rifugia nei giardini di una duchessa immaginaria in cui molti musicologi vedono quelli della duchessa di Maine presso la quale Boismortier si era distinto vent'anni prima.
Predestinato ai soggetti leggeri, il signor Bodin sarà direttore d'orchestra alla Fiera di san Lorenzo nel 1744 e alla Fiera di san Germano l'anno seguente.

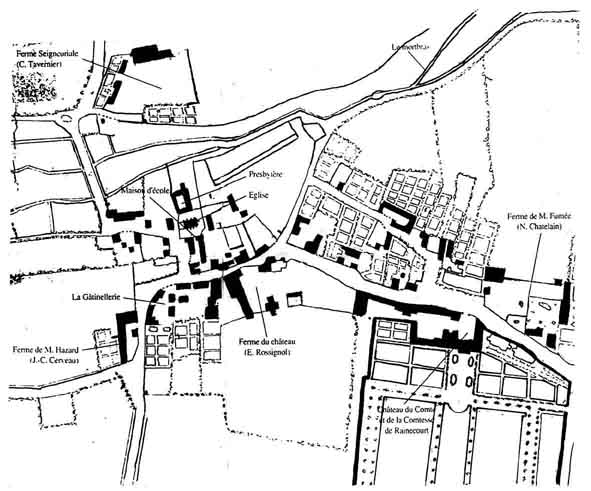
Mappa dell'Intendenza di Roissy-en-Brie.

Infine, ultima opera del catalogo, Daphnis et Chloé, pastorale in tre atti su libretto di Pierre Laujon, sarà rappresentata per la prima volta giovedì 28 settembre 1747 poi ripresa giovedì 4 maggio 1752 per un totale di 12 rappresentazioni:
Boismortier, in quest'unica lettera autografa che ci è giunta, ci dà la ragione del suo ritiro dalla vita musicale: la Querelle des Bouffons.
Verso il 1753 si ritira a La Gâtinellerie, proprietà che aveva acquistato qualche anno prima, dove morì nel 1755. Viene sepolto nella navata della chiesa di Roissy-en-Brie. Sua moglie tornerà nella casa di rue Saint-Antoine a Parigi e venderà La Gâtinellerie. Le figlie continueranno a gestire le riedizioni dei pezzi di successo del padre fino al 1771; esse vivevano in rue Percée, di fronte alla Chiesa di Saint-Paul-Saint-Louis.

### Discografia
È stata registrata una ventina di programmi. Si ricorda l'incisione di due sue opere, Don Quichotte e Daphnis et Chloé, di Hervé Niquet col suo Concert Spirituel per l'editore Glossa. L'ensemble ha anche registrato il mottetto con grande coro Exaudiat te domine insieme a sei piccoli mottetti, un'eccellente antologia delle sonate per bassi, i pezzi per clavicembalo, i concerti campestri, i concerti a cinque flauti... Per quanto riguarda la musica da camera, ci sono dei duetti per flauto e pezzi a flauto solo (Stéphan Perreau e Benjamin Gaspon) per l'editore Pierre Vérany, di nuovo i concerti a cinque flauti (Barthold Kuijken, Marc Hantaï...) per Accent, le sonate op. 91 per flauto e clavicembalo dedicate a Michel Blavet (Franck Theuns e Les Buffardins), le suite e i duetti per viola (Jay Bernfeld), le sei sonate per violoncello e basso continuo (Philippe Lenoir). Sei duetti per flauto e violino "en accords" op. 51 con Grégoire Jeay al traversiere e Olivier Brault al violino per l'editore ATMA.

## Composizioni
Dal 1724 al 1747 pubblicò più di cento composizioni; scrisse perlopiù per flauto, clavicembalo, violino e viola da gamba. Si segnalano anche la sua produzione operistica e le sue cantate.

### Musica vocale
- Les quatre saisons (cantata) (1724-1738)
  - Le Printems, cantata secolare (Parigi, 1724)
  - L’Eté, cantata secolare (Parigi, 1724)
  - L’Hyver, cantata secolare (Parigi, 1724)
  - L’Automne, cantata secolare (Parigi, 1738)
- Les Titans, cantata secolare (Parigi, 1726)
- Exaudiat te Dominus, mottetto a coro grande (1730)
- Ixion, cantata secolare (Parigi, 1733)
- Les voyages de l'Amour (1736)
- Le Buveur dompté, cantata secolare (Parigi, 1740)
- Don Quichotte chez la duchesse (1743)
- Daphné (1748)
- Les quatre parties du monde (1752)
- Les gentillesses, cantatilles (brevi cantate)
- Op. 23: 6 Motets à voix seule mêlés de simphonies, per voce, flauto, violino e continuo (Parigi, 1728)
- Op.102: Daphnis et Chloé, pastorale (1747)

### Musica strumentale
- Op. 1: 6 Sonates a deux flûtes traversieres sans basse (Parigi, 1724)
- Op. 2: 6 Sonates a deux flûtes traversieres sans basse (Parigi, 1724)
- Op. 6: 6 Sonates a deux flutes traversieres sans basse (Parigi, 1725)
- Op. 7: 6 Sonates en trio pour trois flûtes traversières sans basse (Parigi, 1725)
- Op. 8: 6 Sonates a deux flûtes-traversieres sans basse (Parigi, 1725)
- Op. 9: 6 Sonates pour la flûte traversière avec la basse
- Op. 10: 6 Sonates à deux violes (Parigi, 1725)
- Op. 11: 6 Suites à 2 Muzettes (Parigi, 1727)
- Op. 12: 6 Sonates en trio pour les flûtes-traversieres, violons, ou haubois, avec la basse (Parigi, 1726)
- Op. 13: 12 Petites Sonates a deux flûtes traversieres sans basse (Parigi, 1726)
- Op. 14: 6 Sonates à deux Bassons, Violoncelles, ou Violes (1726)
- Op. 15: 6 Concertos Pour 5 Flûtes-Traversieres ou autres Instrumens, sans Baße. On peut aussy les joüer avec une Basse (Parigi, 1727)
- Op. 16: Recueil d'airs à boire et sérieux melé de vaudevilles ou brunettes suivy d'un air italien (Parigi, 1727)
- Op. 17: 6 Suites à 2 Muzettes, qui conviennent aux vieles, flûtes-a-bec, traversieres, & haubois (Parigi, 1727)
- Op. 19: 6 Sonates pour la flûte traversière avec la basse (Parigi, 1727)
- Op. 21/3: Concerto pour flûte à bec en sol, avec violons ou flûtes et basse continue (1728)
- Op. 22: 17 Suites: Diverses Pièces pour 2 Flûtes-Traversière (Parigi, 1728)
- Op. 26: 5 Sonates pour le violoncelle, viole, ou basson, avec la basse chifree; suivies d'un concerto pour l'un ou l'autre des Instruments (Parigi, 1729)
  - n. 1-5 sonate per violoncello o fagotto o viola da gamba e basso continuo
  - n. 6 concerto per violoncello in re maggiore
- Op. 27: 6 Suites pour 2 Vieles, Musettes, Flutes-à-bec, Fluts. traversieres, & Hautbois. Suivies de 2 Sonates à Dessus et Basse (Parigi, 1730)
- Op. 28: 6 Sonates en trio pour deux haubois, flûtes-traversières ou violons avec la basse, suivies de deux concerto dont le Ier se joue sur la musette, la vièle ou la flûte-à-bec (Parigi, 1730)
- Op. 31: 5 Suiten: Diverses pièces de viole avec la basse chiffrée (Parigi, 1730)
- Op. 33: 6 Gentillesses en trois parties (Parigi, 1731)
- Op. 34: 6 Sonates à quatre parties différentes et égalment travailées (Parigi, 1731)
- Op. 35: 6 Suites de pièces (Parigi, 1731)
  - n. 1 	suite per flauto diritto, liuto e viola da gamba
  - n. 2 	suite per traversiere, liuto e viola da gamba
  - n. 3 	suite per flauto diritto
  - n. 4 	suite per traversiere, chitarra e viola da gamba
  - n. 5 	suite per traversiere solo
- Op. 37: 5 Sonates en trio suivies d'un concerto (Parigi, 1732)
  - n. 6 	Concerto à cinque in Mi minore, per flauto dolce, oboe, fagotto, violino, basso continuo (1732)
- Op. 39: 2 Sérénades ou simphonies françaises en trois parties pour flûtes, violons et haubois (Parigi, 1732)
- Op. 40: 6 Sonates pour deux Bassons, Violoncelles, ou Violes suivies d'un nombre de pièces qui peuvent se jouer seul & facilement (1732)
- Op. 42: 6 Pastorales (Duo)
- Op. 44: 6 Sonates pour la flûte traversiere avec la basse (Parigi, 1733)
- Op. 45: 5 Gentilesses (per orchestra)
- Quinque sur l'octave, quintetto con 4 violini e basso continuo (Parigi, 1734)
- Op. 50: 6 Sonates dont la derniere est en Trio (Parigi, 1734)
- Op. 51: 6 Sonates pour une Flûte traversière et un violon par accords (Parigi, 1734)
- Op. 52: 4 Balets de Village en Trio, Pour les Musettes, Vieles, Flutes à-bec, Violons, Haubois, ou Flutes traversieres (Parigi, 1734)
- Op. 59: 4 Suites de Pièces de Clavecin (Parigi, 1736)
- Op. 60: Les Voyages de l'Amour, balletto (1736)
- Op. 66: Petites Sonates suivies d'une Chaconne pour deux Bassons, Violonceles ou Violes (1737)
- Op. 78: 4 Sonates pour deux flûtes-traversières ou autres instruments, avec la basse (Parigi, 1738)
- Op. 91: 6 Sonates pour clavecin et une flûte traversière (Parigi, 1741)
- Op. 97: Ballet comique, Don Quichotte chez la Duchesse (Parigi, 1743, Académie royale de musique)

Il fatto che buona parte della produzione sia destinata al flauto traverso fa suppore che Boismortier suonasse questo strumento; questa ipotesi è suffragata anche dal fatto che nel 1740 abbia pubblicato come op. 90 un trattato didattico intitolato Principes de la Flute, purtroppo oggi perduto. Pubblicò anche un metodo per viola soprano e un lessico di armonia.